# Завадовский, Николай Степанович
Никола́й Степа́нович Завадо́вский (правильно Заводовский; 1788—1853) — русский военачальник, генерал от кавалерии (26.11.1852), командующий войсками на Кавказской линии и в Черномории, наказной атаман Черноморского казачьего войска (11.11.1830-08.10.1853).

## Биография
Родился в 1788 году — сын пастуха.

Происхождение Заводовского было очень скромное, он этого никому в глаза не совал, но и не скрывал. Однажды я спросил его, почему он пишется Заводовским, тогда как другие пишут эту фамилию Завадовский?
— Нэ, Григорий Иванович, то фамилия графская, а мой отец был овчаром на войсковом овчарном заводе; с того и назвали его Заводовским— Г. И. Филипсон. Воспоминания (с 1809 по 1847 год). — М.: Кучково поле, 2019. — С. 366
Службу начал казаком в Черноморском казачьем войске, в которое был зачислен в 1800 г. С первого же года по вступлении на службу, состоя в кордонной линии Черноморского войска, которая часто подвергалась нападениям со стороны горцев, он уже в то время должен был испытать все прелести походной жизни, участвуя во многих экспедициях.
В начале 1812 году был произведён в хорунжие, с переводом в лейб-гвардии Черноморскую сотню и осенью командирован в действующую против Наполеона армию. На первых порах по прибытии на театр Отечественной войны сражался с французами при Троках и Вильне, а затем, был послан с 75-ю казаками на аванпосты, «встретился с неприятельскими стрелками и дрался с ними более двух часов»; под Витебском, командуя лейб-гвардии Черноморской сотней, опрокинул два эскадрона неприятельской кавалерии; причём был ранен в левую руку ружейной пулей и за отличие пожалован в сотники. После этого он продолжительное время лечился от раны. Но под Тарутином снова участвовал в сражении, снова был ранен в ту же самую руку и снова должен был временно выбыть из строя. В заграничных кампаниях 1813 и 1814 гг. Завадовский состоял в конвое его величества императора Александра I, участвовал в сражении под Дрезденом, находился при пленении генерала Вандама под Кульмом и при вступлении союзной армии в Париж.
По окончании Наполеоновских войн до 1828 года числился в лейб-гвардии Черноморском батальоне; в продолжение этого времени получил чины штабс-ротмистра (1817), ротмистра (1818), полковника (1819) и генерал-майора (25 марта 1828). Одновременно с производством в генерал-майоры был снова переведён в Черноморское казачье войско и тотчас же командирован вновь на Кавказ для командования находившимися в Грузии Черноморскими полками. Во время русско-турецкой войны 1828—1829 гг., при обложении крепости Карс, командовал частью 2-й и 3-й бригадой казачьих полков, с которыми неоднократно отражал вылазки неприятеля и по взятии крепости преследовал турецкую конницу. За отличие в этих делах получил 16 октября 1828 года орден Святого Владимира 3-й степени.
В 1830 году Завадовский участвовал в экспедиции в землю шапсугов, предпринятой под непосредственным начальством главнокомандующего отдельным Кавказским корпусом генерал-фельдмаршала князя Варшавского графа Паскевича-Эриванского, для наказания их за неприязненные действия против России. По окончании же экспедиции, когда шапсуги были наказаны, хлеб их сожжён и аулы разрушены, Паскевич предложил ему вступить в исправление должности наказного атамана Черноморского казачьего войска. Завадовский вступил в исправление должности 11 ноября и носил это звание до конца своей жизни, хотя Высочайший приказ об утверждении в должности состоялся только почти через семь лет — 25 сентября 1837 года.
3 декабря 1834 года Завадовский был награждён орденом Святого Георгия 4-й степени (№ 4941 по списку Григоровича — Степанова) за беспорочную выслугу 25 лет в офицерских чинах.
6 декабря 1840 года был произведён в генерал-лейтенанты. В период с 1840 года по 1844 год почти непрерывно находился в походах. Ходил против шапсугов, был несколько раз за Кубанью и вёл энергичную борьбу против Гаджи-Магомета, имевшего особую популярность среди племени абадзехов. За отличные действия против мятежных горцев был награждён 20 сентября 1845 года орденом Белого орла. С 1 января 1848 года был назначен командующим войсками на Кавказской линии и в Черномории. 26 ноября 1852 года Завадовский был произведён генералы от кавалерии. Последней его наградой был орден Святого Александра Невского, которого он был удостоен 4 августа 1849 года.
В 1851 году была организована большая экспедиция против Мухаммад-Амина, имевшая весьма удачный исход. Войска Амина разбиты и все преданные ему племена усмирены. Но прошёл один год, и снова пришлось задуматься над создавшимся положением вещей. Мухаммад-Амин возбудил всех шапсугов и объявил себя в горах пашой Анапского пашалыка. Предстояло осуществить в больших размерах новую экспедицию. Сознавая важность предприятия Завадовский, несмотря на сильное расстройство здоровья и крайнее недомогание, 18 сентября 1853 года выступил во главе отряда в поход. 26 сентября того же года отряд прибыл к укреплению Абинскому, откуда была проложена громадная просека через вековой лес к реке Адагум. 8 октября 1853 года работа была окончена, и предприятие близилось уже к концу, но Николаю Степановичу Завадовскому не пришлось увидеть его завершение — в этот же день он скоропостижно умер. Руководство над отрядом принял начальник штаба войск на Кавказской линии и в Черномории генерал-майор А.Х. Капгер. Тело Завадовского было перевезено в Екатеринодар, где с подобающими почестями предано земле. 9 ноября 1853 года он был исключён из служебных списков в связи со смертью.
В 1854 году по Высочайшему повелению его сыновья (Николай и Владимир) были исключены из сословия Черноморского казачества и причислены к дворянам Московской губернии — часть I дворянской родословной книги.

## Награды
- Орден Святой Анны 2-й степени (22.08.1827)
- Орден Святого Владимира 3-й степени (16.10.1828)
- Орден Святого Станислава 1-й степени (27.05.1834)
- Орден Святого Георгия 4-й степени (03.12.1834)
- Орден Святой Анны 1-й степени (27.01.1840)
- Орден Святого Владимира 2-й степени (11.04.1843)
- Орден Белого орла (20.09.1845)
- Орден Святого Александра Невского (04.08.1849)
- Алмазные знаки к ордену Святого Александра Невского (28.08.1851)

## Отзывы современников
Генерал М. Я. Ольшевский в своих записках весьма нелестно отзывался о Завадовском, который был, по его мнению:

До того был хитёр и вкрадчив, что, несмотря на временное назначение командующим войсками, умел удержаться на этом месте в продолжение семи лет, до своей смерти. Он до того умел ходить на задних лапках и прикидываться тихим простачком, что очарованный его скромностью и безграничной покорностью граф Воронцов видел в нём честнейшего и преданного слугу царского, тогда как Николай Степанович З-ский радел более о собственной, нежели общей пользе, заботясь извлекать выгоды для своего кармана из правых и неправых дел, что и доказывало оставленное им по смерти огромное состояние. (…) Осыпанный ласками и почестями своего мощного патрона, нельзя сказать, чтобы он оставил по себе добрую память.
Более развёрнутый отзыв оставил генерал Филипсон, бывший в 1840-е годы у Завадовского начальником штаба:

Заводовский был ростом выше среднего, с лицом типически малороссийским, держал себя совершенно прилично. Ему было за 60 лет. С первого же раза он мне сказал своим резким хохлацким акцентом, что во всём надеется на меня, потому что сам он временный, простый и неписьменный. Всё это было неправда. Титул временного командующего он носил только при мне четыре года. Он был человек неглупый и очень хитрый, образования не получил, но, что называется, натёрся; кое-что читал с пользой, и, во всяком случае, был выше обыденного уровня наших генералов. Он притворялся простаком и неписьменным, а на самом деле был смышлён и в бумажных делах опытен (...) Он хорошо понимал, что может держаться (в должности) только безусловной преданностью и угодничеством графу Михаилу Семёновичу (Воронцову), и он эксплуатировал эту преданность во что бы то ни стало и с совершенным отрицанием своей личности. Нравственные правила его образовались в казацкой атмосфере (...) Он был горячий патриот своего края, называл (в приватной беседе) Черноморию угнетённой нацией,и заботился о том, чтоб «Китайской стеной» отделить её от всей остальной России
— Г. И. Филипсон. Воспоминания (с 1809 по 1847 год). Москва, Кучково поле, 2019 год. Стр. 365-366.